# Galerie Patrick Gutknecht
La galerie Patrick Gutknecht est une galerie d'art située à Genève (Suisse) spécialisée dans les arts décoratifs du XXe siècle, les cannes de collection et la photographie.

## Histoire
La galerie est ouverte par Patrick Gutknecht en septembre 2000. Elle accueille des expositions présentant un thème lié aux arts décoratifs du XXe siècle, les œuvres d'un créateur des années 1920 à 1970 dont Jacques Adnet , Jean-Michel Frank, Emile-Jacques Ruhlmann  et Diego Giacometti  ou des photographies (en principe les œuvres d'un seul photographe à la fois : Willy Rizzo ,, Cédric Delsaux ou Jean-Baptiste Huynh parmi d'autres). 
Au printemps 2017, Patrick Gutknecht ouvre une galerie à Paris, dédiée principalement à la photographie. L'exposition inaugurale « Les années goutte d'or », est consacrée aux photographies noir et blanc de Jean-Claude Larrieu. Cette antenne parisienne ferme en 2019 après une exposition de photographies inédites de Jean-Michel Basquiat,, par le photographe japonais Yutaka Sakano.
La galerie participe à des salons d'art, dont artgenève depuis 2012 ,,,

## Ouvrages publiés par la galerie
- Jacques Adnet– décorateur ensemblier, par Patrick Gutknecht ; catalogue d’exposition, Galerie « Antiquités du XXe siècle » , avril 2010.
- Emmanuelle Michaux, sculpting in time, par Hervé Le Goff et Arthur Dreyfus, Galerie Patrick Gutknecht, Genève, 2016.